# Chicago-Marathon 2015
| 38. Chicago-Marathon    | 38. Chicago-Marathon                |
| ----------------------- | ----------------------------------- |
| Stadt                   | Chicago, Vereinigte Staaten         |
| Datum                   | 11. Oktober 2015                    |
| Distanz                 | 42,195 Kilometer                    |
| Sieger                  |                                     |
| Männer                  | Dickson Kiptolo Chumba (2:09:25 h)  |
| Frauen                  | Florence Jebet Kiplagat (2:23:33 h) |
| ← Chicago-Marathon 2014 | Chicago-Marathon 2016 →             |
| Website                 | Offizielle Website                  |

Der Chicago-Marathon 2015 (offiziell: Bank of America Chicago Marathon 2015) war die 38. Ausgabe der jährlich stattfindenden Laufveranstaltung in Chicago, Vereinigte Staaten. Der Marathon fand am 11. Oktober 2015 um 7:30 Uhr Ortszeit (14:30 Uhr MESZ) statt. Er war der sechste Lauf der World Marathon Majors 2015/16 und hatte das Etikett Gold der IAAF Road Race Label Events 2015.
Bei den Männern gewann Dickson Kiptolo Chumba in 2:09:25 h, bei den Frauen Florence Jebet Kiplagat in 2:23:33 h. 

## Rekorde
Vor dem Lauf galten folgende Rekorde:
| Männer         |                        |           |                                     |
| Weltrekord     | Dennis Kipruto Kimetto | 2:02:57 h | 28. September 2014, Berlin-Marathon |
| Streckenrekord | Dennis Kipruto Kimetto | 2:03:45 h | 13. Oktober 2013, Chicago-Marathon  |
| Frauen         |                        |           |                                     |
| Weltrekord     | Paula Radcliffe        | 2:15:25 h | 13. April 2003, London-Marathon     |
| Streckenrekord | Paula Radcliffe        | 2:17:18 h | 13. Oktober 2002, Chicago-Marathon  |

## Ergebnisse

### Männer
| Platz | Athlet                 | Land               | Zeit (h) |
| ----- | ---------------------- | ------------------ | -------- |
| 01    | Dickson Kiptolo Chumba | Kenia              | 2:09:25  |
| 02    | Sammy Kirop Kitwara    | Kenia              | 2:09:50  |
| 03    | Sammy Ndungu           | Kenia              | 2:10:06  |
| 04    | Girmay Birhanu Gebru   | Äthiopien          | 2:10:07  |
| 05    | Luke Puskedra          | Vereinigte Staaten | 2:10:24  |
| 06    | Wesley Korir           | Kenia              | 2:10:39  |
| 07    | Elkanah Kibet          | Vereinigte Staaten | 2:11:31  |
| 08    | Lucas Kimeli Rotich    | Kenia              | 2:13:39  |
| 09    | Abera Kuma             | Äthiopien          | 2:13:44  |
| 10    | Fernando Cabada        | Vereinigte Staaten | 2:15:36  |

### Frauen
| Platz | Athletin                  | Land               | Zeit (h) |
| ----- | ------------------------- | ------------------ | -------- |
| 01    | Florence Jebet Kiplagat   | Kenia              | 2:23:33  |
| 02    | Yebrgual Melese           | Äthiopien          | 2:23:43  |
| 03    | Berhane Dibaba            | Äthiopien          | 2:24:24  |
| 04    | Kayoko Fukushi            | Japan              | 2:24:25  |
| 05    | Mulu Seboka               | Äthiopien          | 2:24:40  |
| 06    | Meskerem Assefa           | Äthiopien          | 2:25:11  |
| 07    | Deena Kastor              | Vereinigte Staaten | 2:27:47  |
| 08    | Diane Nukuri              | Burundi            | 2:29:13  |
| 09    | Jessica Draskau-Petersson | Dänemark           | 2:30:07  |
| 10    | Sara Hall                 | Vereinigte Staaten | 2:31:14  |